# کونوئه سایشی
کونوئه سایشی (به ژاپنی: 近衛 宰子 このえ さいし)؛ تولد ۱۲۴۱ – مرگ نامشخص - یک زن از اشراف کوگه در دوره کاماکورا بود. دختر کونوئه کانه‌تسونه همسر همسر ششمین شوگون از شوگون‌سالاری کاماکورا شاهزاده مونه‌تاکا بود.